# 沙伊坦湖

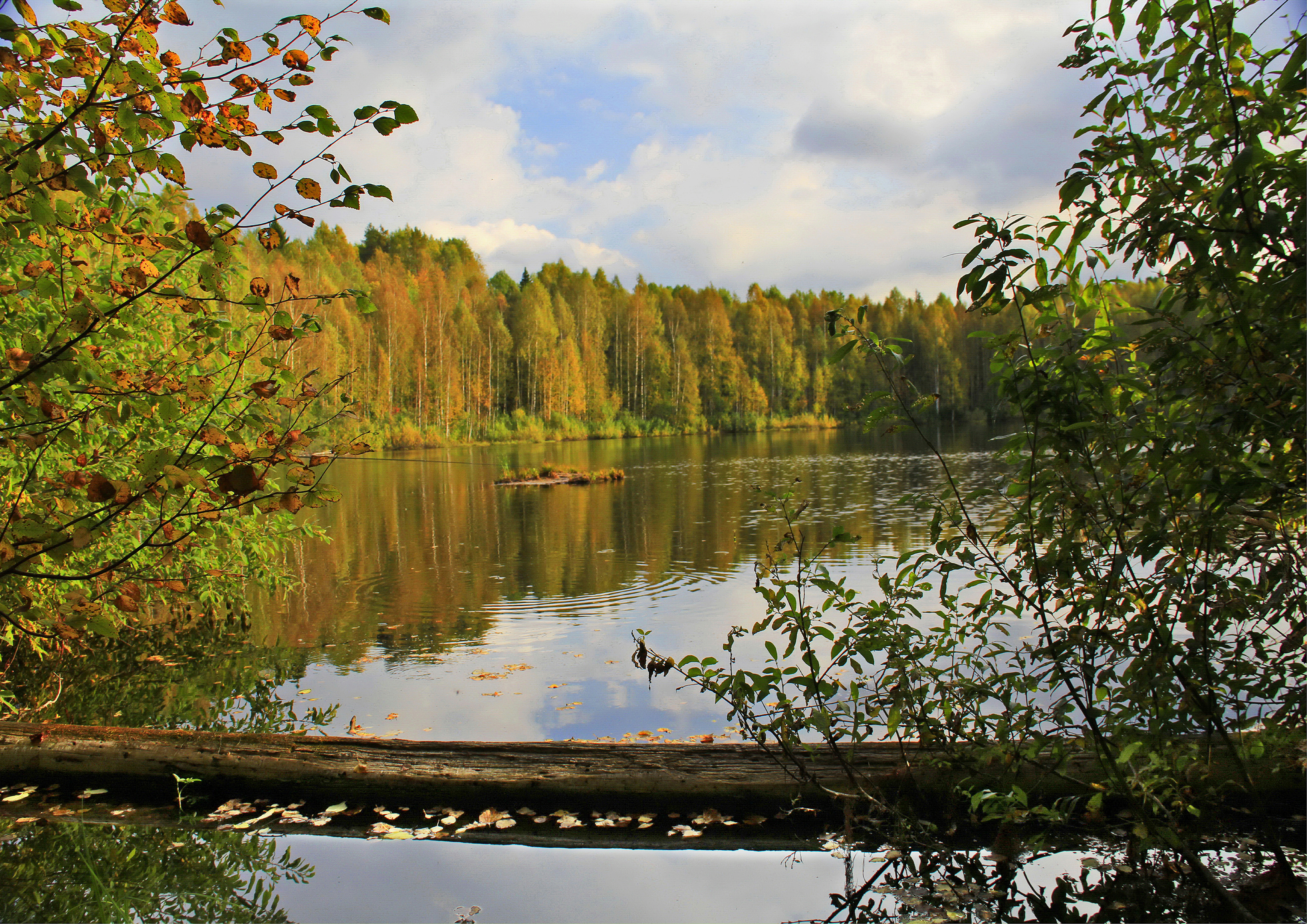

沙伊坦湖（俄语：Шайтан）是俄羅斯的湖泊，由基洛夫州負責管轄，距離烏爾茹姆39公里，該湖長0.24公里、寬0.18公里，面積0.02平方公里，最大水深12米，湖岸有沼澤地區。
57°05′45″N 49°27′43″E / 57.0958°N 49.4619°E